# 浅沼圭司
浅沼 圭司（淺沼 圭司、あさぬま けいじ、1930年- ）は、日本の美学者、成城大学名誉教授。専攻は映画理論、美学。
岩手県盛岡市生まれ。東京大学大学院修士課程修了。成城大学講師、助教授、教授、2001年定年、名誉教授、倉敷芸術科学大学教授。

## 著書
- 『映画美学入門』（美術出版社、1963年）
- 『映画学 その基本的問題点（紀伊国屋書店、1965年）
- 『映ろひと戯れ 定家を読む』（小沢書店、1978年）のち水声社
- 『象徴と記号 芸術の近代と現代』（勁草書房、1982年）
- 『映画のために』1-2（書肆風の薔薇、1986-90年）
- 『映画学 その基本的問題点』（紀伊国屋書店、1994年）
- 『読書について』（水声社、1996年）
- 『ロベール・ブレッソン研究 シネマの否定』（水声社、1999年）
- 『ゼロからの美学』（勁草書房、2004年）
- 『映画における「語り」について 七人の映画作家の主題によるカプリッチオ』（水声社、2005年）
- 『物語とはなにか 鶴屋南北と藤沢周平の主題によるカプリッチオ』（水声社、2007年）
- 『〈よそ〉の美学 亡命としての晩年と芸術家のくわだて』（水声社、2009年）
- 『ロラン・バルトの味わい 交響するバルトとニーチェの歌』（水声社、2010年）
- 『二〇一一年の『家族の肖像』ヴィスコンティとデカダンスとしての「近代」』（彩流社、2012年）
- 『昭和あるいは戯れるイメージ 『青い山脈』と『きけわだつみのこえ』』水声社 2012

## 共編著
- 『新映画事典』共編（美術出版社、1980年）
- 『思考の最前線 現代を読み解くための20のレッスン』谷内田浩正共編（水声社、1997年）

## 監修、翻訳
- J.シクリエ『ベルイマンの世界』竹内書店　1968
- クリスチャン・メッツ『映画記号学の諸問題』監訳（著書肆風の薔薇、1986年）
- クリスチャン・メッツ『映画における意味作用に関する試論 映画記号学の基本問題』監訳（水声社、2005年）